# مزن‌آباد
مزن‌آباد، روستایی است از توابع بخش مرکزی شهرستان سردشت استان آذربایجان غربی ایران.

## جمعیت
این روستا در دهستان آلان قرار داشته و بر اساس سرشماری سال ۱۳۸۵ جمعیت آن ۲۴۴ نفر (۵۱ خانوار)
بوده‌است.